# Liste der Bodendenkmale in Zeven
In der Liste der Bodendenkmale in Zeven sind alle Bodendenkmale der niedersächsischen Gemeinde Zeven aufgeführt. Die Quelle ist der Denkmalatlas Niedersachsen. 
Der Stand der Liste ist der 5. Dezember 2024.
Allgemein

Zeven im Landkreis Rotenburg (Wümme)

In den Spalten finden sich folgende Informationen des Bodendenkmales:
Lagegeographische Koordinaten
BezeichnungBezeichnung lt. Denkmalatlas
BeschreibungBeschreibung lt. Denkmalatlas
IDObjekt-ID
BildBild, ggf. zusätzlich mit Link zu weiteren Fotos im Medienarchiv Wikimedia Commons.

## Badenstedt
| Lage                        | Bezeichnung               | Beschreibung | ID       | Bild |
| --------------------------- | ------------------------- | --- | -------- | ---- |
| 53° 18′ 7″ N, 9° 12′ 42″ O  | Badenstedt 1, Grabhügel   | Durchmesser ca. 9,5 m und Höhe ca. 1 m. Ebenmäßig gewölbt, Rand abgesetzt. Nach Nord und Ost in Hang übergehend. Im östlichen Bereich ältere Eingrabung, ca. 1 × 1 m.          | 28977788 | BW   |
| 53° 15′ 34″ N, 9° 12′ 48″ O | Badenstedt 10, Grabhügel  | | 28978042 | BW   |
| 53° 16′ 36″ N, 9° 11′ 45″ O | Badenstedt 88, Grabhügel  | | 28978324 | BW   |
| 53° 16′ 37″ N, 9° 11′ 56″ O | Badenstedt 89, Grabhügel  | | 28978325 | BW   |
| 53° 16′ 35″ N, 9° 11′ 54″ O | Badenstedt 90, Grabhügel  | | 28978326 | BW   |
| 53° 16′ 29″ N, 9° 10′ 28″ O | Badenstedt 92, Grabhügel  | Durchmesser ca. 11,5 m und Höhe ca. 1 m. Unebenmäßig gewölbt; Rand schwach abgesetzt. Oberfläche durch alte Tierbaue zerklüftet.                                               | 28978327 | BW   |
| 53° 16′ 30″ N, 9° 10′ 28″ O | Badenstedt 93, Grabhügel  | Durchmesser ca. 11,5 m und Höhe ca. 0,8 m. Unebenmäßig gewölbt, nach Ost deutlich flach auslaufend; Rand schwach abgesetzt. Alte Rückegasse über den Süd-Rand, großer Tierbau. | 28978423 | BW   |
| 53° 17′ 42″ N, 9° 12′ 30″ O | Badenstedt 169, Grabhügel | Durchmesser ca. 15 m und Höhe ca. 1,3 m. Rund, nach Süden geneigte Kuppenmulde.                                                                                                | 28977787 | BW   |
| 53° 17′ 42″ N, 9° 12′ 33″ O | Badenstedt 170, Grabhügel | Durchmesser ca. 11 m und Höhe ca. 0,8 m. Rund, flache Kuppenmulde. | 28977665 | BW   |

### Badenstedt 6
- ID:28977789
- Grabhügelfeld Steinalkenheide.

| Lage                        | Bezeichnung                 | Beschreibung                                                                                            | ID       | Bild           |
| --------------------------- | --------------------------- | --- | -------- | -------------- |
| 53° 15′ 46″ N, 9° 12′ 53″ O | Badenstedt 6, Großsteingrab | | 28977802 | Weitere Bilder |
| 53° 15′ 35″ N, 9° 12′ 48″ O | Badenstedt 9                | Durchmesser ca. 12 m und Höhe ca. 0,4 m.                                                                | 28977667 | BW             |
| 53° 15′ 35″ N, 9° 12′ 49″ O | Badenstedt 11               | Durchmesser ca. 17,5 – 19 m und Höhe ca. 0,8 m.                                                         | 28978048 | BW             |
| 53° 15′ 36″ N, 9° 12′ 50″ O | Badenstedt 12               | Durchmesser ca. 5,5 – 6 m und Höhe ca. 0,4 m.                                                           | 28978049 | BW             |
| 53° 15′ 36″ N, 9° 12′ 50″ O | Badenstedt 13               | Durchmesser ca. 6,5 m und Höhe ca. 0,4 m.                                                               | 28978050 | BW             |
| 53° 15′ 37″ N, 9° 12′ 50″ O | Badenstedt 14               | Durchmesser ca. 5 – 6 m und Höhe ca. 0,2 m.                                                             | 28978051 | BW             |
| 53° 15′ 39″ N, 9° 12′ 49″ O | Badenstedt 15               | Durchmesser ca. 5 – 6 m und Höhe ca. 0,2 m.                                                             | 28978052 | BW             |
| 53° 15′ 39″ N, 9° 12′ 50″ O | Badenstedt 18               | Durchmesser ca. 16 m und Höhe ca. 0,4 m. Randbereich ringförmig erhalten.                               | 28978056 | BW             |
| 53° 15′ 39″ N, 9° 12′ 49″ O | Badenstedt 19               | | 28978057 | BW             |
| 53° 15′ 39″ N, 9° 12′ 48″ O | Badenstedt 20               | Durchmesser ca. 12 m und Höhe ca. 0,6 m.                                                                | 28978058 | BW             |
| 53° 15′ 40″ N, 9° 12′ 49″ O | Badenstedt 21               | Durchmesser ca. 9 m und Höhe ca. 0,45 m.                                                                | 28978059 | BW             |
| 53° 15′ 40″ N, 9° 12′ 50″ O | Badenstedt 22               | Durchmesser ca. 10 m und Höhe ca. 0,4 m.                                                                | 28978060 | BW             |
| 53° 15′ 40″ N, 9° 12′ 51″ O | Badenstedt 23               | Durchmesser ca. 7 m und Höhe ca. 0,3 m.                                                                 | 28978061 | BW             |
| 53° 15′ 40″ N, 9° 12′ 50″ O | Badenstedt 24               | Durchmesser ca. 10 m und Höhe ca. 0,5 m.                                                                | 28978062 | BW             |
| 53° 15′ 40″ N, 9° 12′ 50″ O | Badenstedt 25               | Durchmesser ca. 8 m und Höhe ca. 0,5 m.                                                                 | 28978063 | BW             |
| 53° 15′ 40″ N, 9° 12′ 51″ O | Badenstedt 26               | Durchmesser ca. 14 m und Höhe ca. 0,3 m. Randbereich ringförmig erhalten.                               | 28978064 | BW             |
| 53° 15′ 41″ N, 9° 12′ 51″ O | Badenstedt 28               | Durchmesser ca. 11 m und Höhe ca. 1 m. Westlicher Randbereich abgetragen.                               | 28978066 | BW             |
| 53° 15′ 41″ N, 9° 12′ 50″ O | Badenstedt 29               | Durchmesser ca. 10 m und Höhe ca. 0,3 m. Westlicher Randbereich abgetragen.                             | 28978067 | BW             |
| 53° 15′ 42″ N, 9° 12′ 50″ O | Badenstedt 30               | Durchmesser ca. 9 m und Höhe ca. 0,6 m. Westlicher Randbereich abgetragen.                              | 28978068 | BW             |
| 53° 15′ 42″ N, 9° 12′ 50″ O | Badenstedt 31               | Durchmesser ca. 7 m und Höhe ca. 0,5 m.                                                                 | 28978069 | BW             |
| 53° 15′ 42″ N, 9° 12′ 50″ O | Badenstedt 32               | Durchmesser ca. 8 m und Höhe ca. 0,4 m. Rand im Südwesten angeschnitten.                                | 46863979 | BW             |
| 53° 15′ 43″ N, 9° 12′ 50″ O | Badenstedt 33               | Durchmesser ca. 7 m und Höhe ca. 0,4 m. In der Kuppe eine weite Mulde. Rand im Südwesten angeschnitten. | 28978168 | BW             |
| 53° 15′ 42″ N, 9° 12′ 51″ O | Badenstedt 34               | Durchmesser ca. 7 m und Höhe ca. 0,4 m.                                                                 | 28978170 | BW             |
| 53° 15′ 41″ N, 9° 12′ 51″ O | Badenstedt 35               | Durchmesser ca. 10 m und Höhe ca. 1 m. Südwest-Seite angeschnitten.                                     | 28978171 | BW             |
| 53° 15′ 41″ N, 9° 12′ 52″ O | Badenstedt 36               | Durchmesser ca. 10 – 11,5 m und Höhe ca. 0,5 m.                                                         | 28978172 | BW             |
| 53° 15′ 42″ N, 9° 12′ 52″ O | Badenstedt 37               | Durchmesser ca. 10 – 12 m und Höhe ca. 0,5 m.                                                           | 28978174 | BW             |
| 53° 15′ 42″ N, 9° 12′ 51″ O | Badenstedt 38               | Durchmesser ca. 8 – 9 m und Höhe ca. 0,5 m.                                                             | 28978175 | BW             |
| 53° 15′ 42″ N, 9° 12′ 51″ O | Badenstedt 39               | Durchmesser ca. 9 m und Höhe ca. 0,5 m.                                                                 | 28978176 | BW             |
| 53° 15′ 42″ N, 9° 12′ 51″ O | Badenstedt 40               | Durchmesser ca. 9 m und Höhe ca. 0,5 m.                                                                 | 28978177 | BW             |
| 53° 15′ 42″ N, 9° 12′ 52″ O | Badenstedt 42               | Durchmesser ca. 9 – 9,5 m und Höhe ca. 0,5 m.                                                           | 28978179 | BW             |
| 53° 15′ 43″ N, 9° 12′ 53″ O | Badenstedt 43               | Durchmesser ca. 17 m und Höhe ca. 0,8 m.                                                                | 28978180 | BW             |
| 53° 15′ 43″ N, 9° 12′ 52″ O | Badenstedt 44               | Durchmesser ca. 10 m und Höhe ca. 0,4 m.                                                                | 28978182 | BW             |
| 53° 15′ 43″ N, 9° 12′ 51″ O | Badenstedt 45               | Durchmesser ca. 7 – 8 m und Höhe ca. 0,3 m.                                                             | 28978183 | BW             |
| 53° 15′ 42″ N, 9° 12′ 51″ O | Badenstedt 46               | Durchmesser ca. 10,5 m und Höhe ca. 0,5 m.                                                              | 28978184 | BW             |
| 53° 15′ 43″ N, 9° 12′ 51″ O | Badenstedt 47               | Durchmesser ca. 13 m und Höhe ca. 0,5 m.                                                                | 28978185 | BW             |
| 53° 15′ 43″ N, 9° 12′ 50″ O | Badenstedt 48               | Durchmesser ca. 8 m und Höhe ca. 0,6 m.                                                                 | 28978188 | BW             |
| 53° 15′ 43″ N, 9° 12′ 51″ O | Badenstedt 49               | Durchmesser ca. 9 m und Höhe ca. 0,3 m.                                                                 | 28978186 | BW             |
| 53° 15′ 43″ N, 9° 12′ 51″ O | Badenstedt 50               | Durchmesser ca. 13 – 14 m und Höhe ca. 0,7 m.                                                           | 28978187 | BW             |
| 53° 15′ 43″ N, 9° 12′ 52″ O | Badenstedt 51               | Durchmesser ca. 11 – 12 m und Höhe ca. 0,6 m.                                                           | 28978190 | BW             |
| 53° 15′ 44″ N, 9° 12′ 53″ O | Badenstedt 52               | Durchmesser ca. 9 m und Höhe ca. 0,4 m.                                                                 | 28978191 | BW             |
| 53° 15′ 44″ N, 9° 12′ 53″ O | Badenstedt 53               | Durchmesser ca. 8 – 9 m und Höhe ca. 0,4 m.                                                             | 28978192 | BW             |
| 53° 15′ 44″ N, 9° 12′ 52″ O | Badenstedt 54               | Durchmesser ca. 9,5 m und Höhe ca. 0,5 m.                                                               | 28978193 | BW             |
| 53° 15′ 44″ N, 9° 12′ 53″ O | Badenstedt 55               | Durchmesser ca. 12,5 – 14 m und Höhe ca. 0,5 m.                                                         | 28978194 | BW             |
| 53° 15′ 44″ N, 9° 12′ 54″ O | Badenstedt 56               | Oval, ca. 13,5 × 11,5 m und Höhe ca. 0,5 m.                                                             | 28978195 | BW             |
| 53° 15′ 45″ N, 9° 12′ 53″ O | Badenstedt 57               | Durchmesser ca. 8 m und Höhe ca. 0,4 m.                                                                 | 28978196 | BW             |
| 53° 15′ 45″ N, 9° 12′ 52″ O | Badenstedt 58               | Oval, ca. 13 m und Höhe ca. 0,3 – 0,4 m.                                                                | 28978197 | BW             |
| 53° 15′ 45″ N, 9° 12′ 53″ O | Badenstedt 59               | Leicht oval, ca. 11,5 × 14,5 m und Höhe ca. 0,5 m.                                                      | 28978198 | BW             |
| 53° 15′ 45″ N, 9° 12′ 53″ O | Badenstedt 60               | Durchmesser ca. 19 – 20 m und Höhe ca. 0,95 m.                                                          | 28978200 | BW             |
| 53° 15′ 45″ N, 9° 12′ 52″ O | Badenstedt 61               | Oval, ca. 13 × 15 m und Höhe ca. 0,7 m.                                                                 | 28978294 | BW             |
| 53° 15′ 45″ N, 9° 12′ 52″ O | Badenstedt 62               | Durchmesser ca. 5 – 6 m und Höhe ca. 0,3 m.                                                             | 28978295 | BW             |
| 53° 15′ 45″ N, 9° 12′ 51″ O | Badenstedt 63               | Durchmesser ca. 10 m und Höhe ca. 0,5 m.                                                                | 28978296 | BW             |
| 53° 15′ 45″ N, 9° 12′ 51″ O | Badenstedt 64               | | 28978297 | BW             |
| 53° 15′ 46″ N, 9° 12′ 52″ O | Badenstedt 65               | | 28978298 | BW             |
| 53° 15′ 45″ N, 9° 12′ 53″ O | Badenstedt 66               | | 28978299 | BW             |
| 53° 15′ 46″ N, 9° 12′ 53″ O | Badenstedt 67               | Durchmesser ca. 9 – 11 m und Höhe ca. 0,4 m.                                                            | 28978300 | BW             |
| 53° 15′ 46″ N, 9° 12′ 54″ O | Badenstedt 68               | Durchmesser ca. 10 – 11 m und Höhe ca. 0,5 m. In der Kuppe eine Mulde.                                  | 47725133 | BW             |
| 53° 15′ 46″ N, 9° 12′ 55″ O | Badenstedt 69               | Durchmesser ca. 10 m und Höhe ca. 0,6 m.                                                                | 28978302 | BW             |
| 53° 15′ 46″ N, 9° 12′ 56″ O | Badenstedt 70               | | 28978303 | BW             |
| 53° 15′ 46″ N, 9° 12′ 54″ O | Badenstedt 71               | Durchmesser ca. 7,5 m und Höhe ca. 0,3 m.                                                               | 28978305 | BW             |
| 53° 15′ 46″ N, 9° 12′ 53″ O | Badenstedt 72               | Durchmesser ca. 12 m und Höhe ca. 0,7 m.                                                                | 28978304 | BW             |
| 53° 15′ 46″ N, 9° 12′ 53″ O | Badenstedt 73               | | 28978306 | BW             |
| 53° 15′ 46″ N, 9° 12′ 55″ O | Badenstedt 74               | Durchmesser ca. 15 m und Höhe ca. 0,5 m. Östliches Drittel durch Ackerbau zerstört.                     | 28978309 | BW             |
| 53° 15′ 38″ N, 9° 12′ 48″ O | Badenstedt 75               | Durchmesser ca. 17 m und Höhe ca. 1,1 m.                                                                | 28978308 | BW             |
| 53° 15′ 39″ N, 9° 12′ 48″ O | Badenstedt 76               | | 28978307 | BW             |
| 53° 15′ 39″ N, 9° 12′ 47″ O | Badenstedt 77               | | 28978310 | BW             |
| 53° 15′ 38″ N, 9° 12′ 46″ O | Badenstedt 78               | | 28978311 | BW             |
| 53° 15′ 39″ N, 9° 12′ 46″ O | Badenstedt 79               | | 28978312 | BW             |
| 53° 15′ 37″ N, 9° 12′ 49″ O | Badenstedt 80               | | 28978313 | BW             |
| 53° 15′ 36″ N, 9° 12′ 47″ O | Badenstedt 81               | Durchmesser ca. 16 – 17,5 m und Höhe ca. 0,8 m. Westlicher Rand beschädigt.                             | 28978316 | BW             |
| 53° 15′ 38″ N, 9° 12′ 46″ O | Badenstedt 82               | Durchmesser ca. 12 m und Höhe ca. 0,7 m.                                                                | 28978314 | BW             |
| 53° 15′ 37″ N, 9° 12′ 48″ O | Badenstedt 83               | Durchmesser ca. 18 m und Höhe ca. 0,7 m.                                                                | 28978318 | BW             |
| 53° 15′ 35″ N, 9° 12′ 47″ O | Badenstedt 84               | Durchmesser ca. 8,5 m und Höhe ca. 0,25 m. Nordöstliche Hälfte erhalten.                                | 28978319 | BW             |
| 53° 15′ 38″ N, 9° 12′ 47″ O | Badenstedt 86               | | 28978321 | BW             |
| 53° 15′ 40″ N, 9° 12′ 49″ O | Badenstedt 87               | Durchmesser ca. 7 m und Höhe ca. 0,4 m.                                                                 | 28978323 | BW             |
| 53° 15′ 47″ N, 9° 12′ 55″ O | Badenstedt 190              | Oval, ca. 9 × 6 m und Höhe ca. 0,4 m.                                                                   | 53171440 | BW             |

## Brauel
| Lage                        | Bezeichnung          | Beschreibung | ID       | Bild |
| --------------------------- | -------------------- | --- | -------- | ---- |
| 53° 18′ 54″ N, 9° 16′ 53″ O | Brauel 18, Grabhügel | Durchmesser ca. 30 m und Höhe ca. 1 m. Weite, abgeflachte Oberfläche; Rand abgesetzt. Zahlreiche Einsenkungen. Am SW-Rand stören Reste alter Angrabungen. | 28973204 | BW   |
| 53° 19′ 16″ N, 9° 17′ 3″ O  | Brauel 55, Grabhügel | Grabhügelrest. Ost- und West-Seite abgetragen und zerstört; lediglich ein ca. 3 m breiter Mittelsteg von Nordnordost nach Südsüdwest erhalten. Ehemaliger Dm. 17,5 m; H. 1,2 m. Ebenmäßig gewölbt; Rand abgesetzt. In der Abbruchkante einzelne kopfgroße Steine sichtbar. | 28973196 | BW   |

### Brauel 23
- ID:28973194
- Drei Grabhügel, Dm. 11 – 15,5 m, H. 0,7 – 0,9 m. Durch Viehtritt beschädigt.

| Lage                        | Bezeichnung | Beschreibung | ID       | Bild |
| --------------------------- | ----------- | --- | -------- | ---- |
| 53° 18′ 48″ N, 9° 16′ 54″ O | Brauel 23   | Durchmesser ca. 12 m und Höhe ca. 0,7 m. Unförmig, Einkuhlungen, im Weideland zertreten. | 28973201 | BW   |
| 53° 18′ 50″ N, 9° 16′ 54″ O | Brauel 24   | Durchmesser ca. 15,5 m und Höhe ca. 0,7 m. Unregelmäßig geformt, Rand teilweise schwach abgesetzt, teilweise auslaufend. Am Nordrand alte Abtragungen; Oberfläche leicht zertreten; Störungen durch Kaninchenlöcher und Eichenwurzeln. | 28973202 | BW   |
| 53° 18′ 50″ N, 9° 16′ 55″ O | Brauel 38   | Durchmesser ca. 11 m und Höhe ca. 0,6 m. Ebenmäßig gewölbt, Rand abgesetzt. Ohne Störungen. Im westl. Bereich Einkuhlungen, zertreten. Zum Eichengehölz hin Einkuhlung.                                                                | 28973203 | BW   |

### Brauel 26
- ID:28973200
- Ehemals sechs Grabhügel in einer Reihe. Erhalten sind drei  mit 11 – 12 m Durchmesser und 1 – 1,1 m Höhe.

| Lage                       | Bezeichnung | Beschreibung | ID       | Bild |
| -------------------------- | ----------- | --- | -------- | ---- |
| 53° 19′ 0″ N, 9° 17′ 10″ O | Brauel 29   | Durchmesser ca. 11,5 m und Höhe ca. 1 m. Ebenmäßig gewölbt; Rand schwach abgesetzt, im Norden von Fahrspur tangiert.                   | 28973195 | BW   |
| 53° 19′ 0″ N, 9° 17′ 12″ O | Brauel 30   | Durchmesser ca. 13 m und Höhe ca. 1,1 m. Hoch gewölbt. Rand allmählich auslaufend, im Norden durch tiefen Graben leicht angeschnitten. | 28973199 | BW   |
| 53° 19′ 0″ N, 9° 17′ 13″ O | Brauel 31   | Durchmesser ca. 12 m und Höhe ca. 1 m. Ebenmäßig gewölbt, Rand schwach abgesetzt. Leichte Einsenkung von der Mitte nach Norden.        | 28973198 | BW   |

## Brümmerhof
| Lage                        | Bezeichnung             | Beschreibung | ID       | Bild |
| --------------------------- | ----------------------- | --- | -------- | ---- |
| 53° 14′ 58″ N, 9° 12′ 46″ O | Brümmerhof 5, Grabhügel | Durchmesser ca. 16 m und Höhe ca. 1 m. Rand deutlich abgesetzt. Im Zentrum alte, weite Eingrabung. | 28977812 | BW   |
| 53° 14′ 58″ N, 9° 12′ 47″ O | Brümmerhof 6, Grabhügel | Durchmesser ca. 17 m und Höhe ca. 1,1 m. Ebenmäßig gewölbt. Alte Eingrabungen. | 28977813 | BW   |
| 53° 14′ 51″ N, 9° 12′ 39″ O | Brümmerhof 8, Grabhügel | Hügelrest, Dm. ehemals ca. 10 m, H. bis 0,6 m. Rand allmählich auslaufend. Südöstlicher Randbereich wallartig erhalten, sonst weitgehend abgegraben. Oberfläche gestört; kleinere Steine freiliegend, im Nordosten Findlinge. | 28977790 | BW   |
| 53° 14′ 54″ N, 9° 12′ 39″ O | Brümmerhof 9, Grabhügel | Durchmesser ca. 10 m und Höhe ca. 0,5 m. Im Zentrum leichte Einsenkung. | 28977791 | BW   |

## Oldendorf
| Lage                        | Bezeichnung                 | Beschreibung | ID       | Bild |
| --------------------------- | --------------------------- | --- | -------- | ---- |
| 53° 16′ 56″ N, 9° 14′ 14″ O | Oldendorf 5, Stein/Findling | Bei dem sogenannten „Hünenstein“ handelt es sich um einen annähernd dreieckigen 2,4 × 2,5 m großen Granitfindling von etwa 1 m Dicke. Auf seiner Oberseite verläuft eine Reihe von neun länglichen keilförmigen Vertiefungen, die 9 – 12 cm lang, 1,5 – 3 vm breit und 5 – 9 cm tief sind. Mithilfe dieser Keillöcher sollte der Stein gespalten werden. Diese Technik wurde bereits in der jüngeren Steinzeit beim Bau von Großsteingräbern angewandt. Ob die Bearbeitung des Steins in dieser Zeit oder aber erst später erfolgte, ist nicht gesichert. | 28977673 | BW   |
| 53° 15′ 55″ N, 9° 13′ 11″ O | Oldendorf 15, Grabhügel     | Ehemals rund, 16 m Durchmesser und 1 m Höhe; 1998 noch etwa 10 m im Durchmesser und 0,5 m hoch. Durch Überpflügen ist die Form verwaschen. Nach Nordosten läuft der Rand flach aus, der südwestliche Teil ist durch einen Acker angeschnitten. Dieser Bereich wurde 1986 durch die Kreisarchäologie untersucht: im Profil zeigte sich noch ein Plaggenaufbau, sonst waren bereits sämtliche Befunde zerstört. | 28977808 | BW   |
| 53° 17′ 30″ N, 9° 14′ 2″ O  | Oldendorf 64, Grabhügel     | Durchmesser ca. 18 m und Höhe ca. 1,6 m, rund. Im Zentrum eine alte Eingrabung. | 41470866 | BW   |
| 53° 17′ 31″ N, 9° 13′ 56″ O | Oldendorf 65, Grabhügel     | | 41470877 | BW   |
| 53° 17′ 28″ N, 9° 14′ 17″ O | Oldendorf 76, Grabhügel     | Durchmesser ca. 18 m und Höhe ca. 1,8 m, rund. Zentrale trichterförmige Eingrabung. | 41470921 | BW   |

### Oldendorf 6
- ID:28977674
- Gruppe von ehemals mindestens acht Grabhügeln. Erhalten sind vier. Durchmesser von 3,5 bis 18 m und Höhe 0,45 bis 1,8 m. Die zerstörten Hügel sollen einen Durchmesser von ca. 15 Meter und eine Höhe von ca. 1,5 Meter gehabt haben. Ein Grabhügel wurde 1930 durch H. Müller-Brauel untersucht. Im Zentrum eine Steinpackung, die vermutlich ursprünglich eine Bestattung der älteren Bronzezeit in einem Baumsarg umgab. Außerdem zwei in der vorrömischen Eisenzeit erfolgte Nachbestattungen in Urnen freigelegt.

| Lage                        | Bezeichnung  | Beschreibung | ID       | Bild |
| --------------------------- | ------------ | --- | -------- | ---- |
| 53° 16′ 25″ N, 9° 13′ 36″ O | Oldendorf 7  | Durchmesser ca. 18,3 m und Höhe ca. 1,8 m. Ebenmäßig hoch gewölbt; Rand stark abgesetzt. | 28977685 | BW   |
| 53° 16′ 25″ N, 9° 13′ 37″ O | Oldendorf 8  | Durchmesser ca. 3,5 m und Höhe ca. 0,45 m. Rundlich. Ebenmäßig gewölbt; Rand abgesetzt. | 28977686 | BW   |
| 53° 16′ 24″ N, 9° 13′ 37″ O | Oldendorf 9  | Durchmesser ca. 14,3 m und Höhe ca. 1,4 m. Ebenmäßig gewölbt, Rand abgesetzt. Eingrabungen, besonders im zentralen Bereich. Am West-Rand durch Wurzelteller eines umgestürzten Baumes beschädigt.                                | 28977662 | BW   |
| 53° 16′ 23″ N, 9° 13′ 38″ O | Oldendorf 10 | Durchmesser ca. 11 m und Höhe ca. 0,5 m. Rand schwach abgesetzt. Oberfläche infolge starker Störungen verwaschen; in der Mitte tiefe und weite Eingrabung. Im Nordosten von Feldweg, im Südwesten von Ackerfläche angeschnitten. | 28977663 | BW   |

## Wistedt
| Lage                        | Bezeichnung          | Beschreibung | ID       | Bild |
| --------------------------- | -------------------- | --- | -------- | ---- |
| 53° 16′ 33″ N, 9° 19′ 21″ O | Wistedt 6, Grabhügel | Durchmesser ca. 18 m und Höhe ca. 1 m. Rund. Einkuhlungen. Sehr große Abgrabung im Nordosten, ca. 5 × 4 m; im östlichen Randbereich kleinere Abgrabungen. | 28977560 | BW   |

## Zeven

### Zeven 5
- ID:28977912
- Gruppe von ehemals sechs bis sieben Grabhügeln, von denen nur einer obertägig noch erhalten ist. Drei waren schon vor 1947 weitgehend abgetragen. Der Dm., soweit bekannt, 13 – 20 m, die H. 0,5 – 1,3 m. Dazwischen ein Urnengräberfeld.

| Lage                       | Bezeichnung | Beschreibung | ID       | Bild |
| -------------------------- | ----------- | --- | -------- | ---- |
| 53° 16′ 53″ N, 9° 18′ 8″ O | Zeven 5     | Gestörter, größtenteils nur noch in Randbereichen erhaltener ehemals runder Grabhügel. Dm. ca. 15 m, H. in den Randbereichen bis 0,5 m, im Zentrum noch ca. 0,2 m. Ränder kaum abgesetzt. 1923 war in einem frischen Anschnitt eine Holzkonstruktionen zu beobachten. Bereits zu dieser Zeit stark angegraben und teilweise abgetragen, aber noch bis zu 1,3 m hoch. | 28977913 | BW   |